# Montenescourt
Montenescourt je francouzská obec v departementu Pas-de-Calais v regionu Hauts-de-France. V roce 2014 zde žilo 447 obyvatel.

## Poloha obce
Sousední obce jsou: Agnez-lès-Duisans, Gouves, Habarcq, Wanquetin a Warlus.

## Vývoj počtu obyvatel
Počet obyvatel